# 桃愛ゆえ

## 略歴
2021年8月、アイデアポケットの専属女優「のあ ういか」としてAVデビュー。所属事務所はアトラクティブ。専属での出演は1作品のみで、以降は企画単体女優として活動。
2021年12月から2022年1月までアタッカーズ専属となり、2月より再び企画単体女優となる

### アダルトDVD
- 日本のロマンポルノに憧れて! 昭和を愛するスウェーデンハーフ美少女がAVデビュー（8月13日、アイデアポケット）
- ナマが好きなポルノ遺伝子! スウェーデンハーフ美少女覚醒! 初めてのナマ中出し（9月28日、本中）
- ジャパニーズポルノに興味津々なスウェーデンハーフの短期留学美少女にデカ尻&絶対領域コスプレさせて性欲尽きるまでハメまくった帰国前夜（10月5日、kawaii*）
- 円女交際 中出しoK18歳 吹奏楽部のドM黒髪ショート娘（11月2日、パコパコ団とゆかいな仲間たち）
- 無邪気な制服オナホール 「疼きに目覚めた教え子は鬼イラマや鬼ピスに笑顔で絶頂!手コキと涎フェラが優秀なご奉仕マゾ娘でした」（11月9日、オーロラプロジェクト・アネックス）
- 120%リアルガチ軟派伝説 vol.102（11月11日、プレステージ）
- 羞恥 男女が体の違いを全裸になって学習する質の高い授業を実践する共学高校の保健体育 6（11月11日、サディスティックヴィレッジ）
- 好きな人の為に、私は堕ちて行きます…。 輩系ダメンズに溺れ、裏風俗に落されたお嬢様（11月16日、オーロラプロジェクト・アネックス）
- 都内の美しスギル指名NO.1高級デリヘル嬢 スレンダー美ボディと抜群テクニックでハメ撮り×Wフェラ×3P 最高級サービスをあなたに…（11月16日、ABC）
- 鉄板!初降臨! 【新世代セックスMONSTER】降臨 極限の快楽を求める欲深き欲情を爆発させる! 汗と愛液に塗れた濃厚セックス（11月16日、TEPPAN）
- 羞恥 新任女教師が学習教材にされる男子校の性教育 生徒の目の前で無遠慮な指が膣に挿入される!プライドは崩壊するが、子宮の奥から愛液があふれ出る 7（11月25日、サディスティックヴィレッジ）
- 輪姦サークルに売られた美人妻は、失神するまで何度も中出しされる（11月25日、サディスティックヴィレッジ）
- 〜絶頂白濁娘 「私、壊されちゃう…」〜 絶倫先生たちの乱交サークルに捕まった制服美少女の絶頂指導を密着撮り（11月23日、オーロラプロジェクト・アネックス）
- 募集素人若奥様マシンバイブチャレンジ! 最後まで潮を吹かなかったら100万円! 負けたら中出しSEX! Vol3（11月25日、サディスティックヴィレッジ）※「ゆいか」名義
- レズバトルプライド 01（11月26日、バトル）
- 「私でイカない男はいない」最強女子大生VS「女性が怖くて勃たない」遅漏男子 どっちが勝つのかタテ×ホコ対決ナンパ! いい女すぎてインポ君の理性崩壊!ぶちギレ勃起! ものすごい量の精子が出てるのに狂ったように中出しし続け素人女子がガチ失神!（11月26日、赤面女子）
- ナンパコ05 仕事終わりにフラフラと歩いていたミニスカアパレル店員をナンパして潮吹きさせてから連続中出し!（11月27日、FIRST STAR）
- 花屋の略奪愛! ダリアの花言葉に込められた妻の思い（11月30日、マザー）
- 家庭教師 監禁調教裏授業（12月7日、アタッカーズ）

- 夫は知らない。私たちのセックスは社長に管理されています。 従順愛奴 社長秘書、涼美（1月4日、アタッカーズ）
- 女体拷問研究所 III JUDAS FINAL STAGE Story-8 凄腕エージェントに秘められた壮絶なる淫獄（2月8日、Baby Entertainment）
- 魔の媚肉激震貫通マシーン Part4 イキ続ける地獄に怯えた女体の慟哭（2月8日、Baby Entertainment）
- 部屋連れ込み隠し撮りSEX そのまま勝手にAV発売 5（2月18日、DOC）
- 女子のイキ顔を堪能する バーチャルクンニ（2月22日、SEX Agent）
- 【流出映像】 女子○生 部活合宿セックス 7 和姦・夜這い・襲われ3P・風呂・着替え盗撮…他 わいせつ動画多数（2月26日、ビッグモーカル）
- MM号からの脱出 女子大生の友情数珠つなぎ企画 友達を30分以内に電話で呼び出し“身代わり”にして密室から脱出せよ! 制限時間を過ぎたらデカチン即ハメ! 4 イってもやめない激ピストンで友達が来るまで生中出しは終わらない inザ・マジックミラー（3月1日、ディープス）
- 濡れてテカってピッタリ密着 神スク水 可愛い女子のスクール水着姿をじっとりと堪能! 着替え盗撮から始まり貧乳から巨乳にパイパン、ハミ毛、ジョリワキ等のフェチ接写やローションソーププレイやスク水ぶっかけ等を完全着衣で楽しむAV（3月10日、親父の個撮）
- 戦隊ヒロインふたなり化 レズ地獄 銀河特捜デイトナレンジャー（3月11日、GIGA）
- 【童貞君を探し出して筆おろしセックス出来たら100万円!?】 親友の素人娘2人が童貞求めてはじめての逆ナンパ!! 2 SNS、マッチングアプリもフル活用!! 見つけ出した童貞ち○ぽを奪い合うハーレム筆おろし! 生中しすぎてキンタマ枯渇!!（3月11日、赤面女子）
- 体操服姿でたっぷりご奉仕! お口・手・素股・尻コキがとにかく気持ちいいブルマぶっかけコレクション 美少女10人 豪華完全撮卸4時間（3月15日、無垢）
- 凌辱調教請負人 のあういか（4月5日、アタッカーズ）
- 新設マッサージで感じちゃった僕。その2（4月5日、アロマ企画）
- 突然、唇と乳首をベロンベロンに舐められチ○ポはフェザータッチで焦らされる 2（4月19日、アロマ企画）
- 濃厚フェラしてくれている女の子の緩んだ股間の奥に見えるパンチラで異様に興奮します! 3（5月17日、アロマ企画）
- あの日からずっと…。 緊縛調教中出しされる制服美少女（5月17日、無垢）
- 可愛い洋服だから脱ぎません 着衣のままパンティずらしてチ○ポを挿入! ジャンスカ & サススカあざとガーリー編（6月7日、アロマ企画）
- 割れ目にジャストフィット! 僕の鼻にパンティのマン土手を押しつけて誘惑するお姉さま（6月14日、アロマ企画）
- 檻の中の純愛少女 変態教師に恋した少女は男の全てを受け入れる… 歪み過ぎた純愛ペットと監禁先生 のあういか（6月21日、無垢）
- 椅子にまたがった逆座り尻（7月12日、アロマ企画）
- かわいい女の子2人 レズキス涎まみれのWレズ解禁 おまけにWパイパン 上坂めい のあういか（8月9日、ビビアン）

### アダルトVR
2021年
- スウェーデンハーフ美少女が暴走エロメイド化! 【天井特化】 デカ尻パンッパンッ振り下ろしスパイダー騎乗位がエロすぎる!!（10月29日、kawaii*）
- 朝から彼女がベタベタしてきて勃起不可避な同棲生活【生ハメ】超接近する勃起乳首&ヒクヒク動くアナルとガニ股でイキまくる立ち指マンと無毛マンコを突きまくる覆いかぶさり正常位とバックと密着対面座位とパンパン音が凄い杭打ちピストン騎乗位【中出し】（11月30日、アリスJAPAN）
- 拘束少女 〜ハーフの制服美少女を拘束して思い通りにいじりイカせる〜（12月3日、CASANOVA）

2022年
- えちえちコンカフェメイドの萌エロご奉仕（2月11日、CASANOVA）
- #兄妹あるある(妹とのエッチ体験) 〜ロリ巨尻ハーフ美少女の尻特化映像〜（3月18日、CASANOVA）

### 配信限定
2021年
- ういか（11月5日、素人ホイホイZ）
- 【淫尻ハーフ系美少女×長身神ボイン美女の奇跡の取り合わせ!!】【今年最後!?夏フェスBBQ大乱交の開幕!?】【素晴らしきかな若淫乱の競演生ナカSEX!!】最高の夏の思い出!!最後の夏の思い出!?エロ自慢のド美ビッチ二人がウインナー上でも下でも丸飲み!!エチョナすぎる口淫テクニック見せつける競演!!もちろんゴム無し手加減なしの大乱交が始まる…!!もちろんソロでの後夜祭ナマはめ撮りも収録!!（11月6日、プレステージプレミアム）
- 【長身神Gボイン美女×淫尻ハーフ系美少女の奇跡の取り合わせ!!】【神乳&淫尻が今年最後!?夏フェス締めくくり大乱交の開幕!?】【素晴らしきかな若淫乱の競演生ナカSEX!!】最高の夏の思い出!!最後の夏の思い出!?エロ自慢のド美ビッチ二人がウインナー上でも下でも丸飲み!!Gエチョナ乳パイズリは極楽浄土急行便!?もちろんゴム無し手加減なしの大乱交が始まる…!!もちろんソロでの後夜祭ナマはめ撮りも収録!!（11月7日、プレステージプレミアム）
- 【初撮り】【ルックス○清楚系】【ドエロいフェラ顔】目鼻立ちの整ったアイドル顔なのにHのときの姿がエロ過ぎるJD。大好きなバックからの激突きで淫靡に表情を蕩けさせ、部屋中に喘ぎ声を響かせながら連続で絶頂を迎えて.. ネットでAV応募→AV体験撮影 1678（11月11日、シロウトTV）
- ういかさん（11月22日、#素人裏アカウント ちょっぴり激しいの好き）

2022年
- 激レアハーフ系美女_美尻に無断連続中出し（1月26日、インディ）
- マジ軟派、初撮。 1754 ハーフ顔の超美人な学生をナンパ! こんなに可愛いのに愛嬌まで抜群! 脱がすと真っ白ボディで美脚で美尻! お掃除フェラで舐めとった精液を自らごっくんする天使っぷり♪（2月6日、ナンパTV）
- 【『ご主人様のおちんちんが一番気持ち良い♪』生チンFUCKで悦ぶ従順露出メイド】ノリノリ野外露出でおマ○コ濡れ濡れ♪スリルで感じるメチャかわメイドとゴム無し連続アクメSEX! 『お願いします… 精子いっぱい射精してください♪』中出し懇願でパイパン超美マ○コに妊娠待ったなしのどっぷり種付け2連発!!【あまちゅあハメREC＃ゆか＃20歳＃変態メイド店員】（3月1日、MOON FORCE）※「ゆか」名義

### イメージDVD
- AV女優 のあういか（2022年2月26日、スパークビジョン

1. ↑  のあういか [@noa_uika] (2 November 2021). “ご報告 12月・1月アタッカーズ専属になります”. X（旧Twitter）より2021年11月4日閲覧.